# Еовін
Е́овін (англ. Éowyn) — одна з головних персонажів трилогії Джона Роналда Руела Толкіна «Володар Перснів». Онучка роганського короля Тенґела, племінниця короля Теодена, сестра Еомера. Дружина Фарамира. Мати Елборона, бабуся Бараґіра.

## Етимологія імені
Швидше за все, ім'я складається з двох англосаксонських коренів — «ео», éo («кінь») та wyn («радість»). Так само може читатися, як Еовюн.

## Життєпис

### Дитинство
Народилася у 2995 році Третьої Епохи; її батько Еомунд, маршал Марки, сенешаль Рогана, загинув у 3002 року Третьої Епохи, а мати — Теодвін, сестра короля Рогана Теодена — незабаром захворіла і померла. Після цього конунг Теоден забрав її разом з її братом Еомер до себе в Медусельд, де виховував їх як своїх дітей.
Еовін була стрункою та високою, з довгими золотими волоссям і сірими очима. Від своєї бабусі по матері, Морво Лоссарнагської, вона успадкувала гордість та витонченість.

## Війна Перснів
Під час подій Війни за Перстень Еовін була призначена своїм дядьком на місце берегині Едорас (на час походу рогіррімів на Сарумана). Згодом, видавши себе за воїна Дернгельма, таємно долучилася до роганського війська, що йде на допомогу Ґондору, і брала участь в Пеленнорській битві.
Саме Еовін, виконуючи давнє пророцтво, приголомшила своєю рукою ватажка назґулів, при цьому їй надав допомогу зброєносець Теодена — гобіт Меррі, але сама вона була важко поранена. У шпиталі міста Мінас-Тіріт познайомилася з сином намісника Ґондора Денетора II Фарамира і незабаром стала його дружиною та княгинею Ітілієн. Після війни вона народила Фарамиру сина Елборона.